# Bránice
Bránice (lat. Diaphragma, řecky φρήν (phrēn) [freːn] nebo φρενός (phrenos) [frɛˈnɔs]) je svalo-šlachová blána oddělující u savců orgány hrudního koše a břicha. Je kupolovitě vyklenutá do hrudní dutiny a je hlavním dýchacím svalem s významným vlivem na vzpřímenou posturu člověka. U lidí je 3 až 5 mm tlustá a odvádí 60–80 % práce, která je potřeba k nádechu. Srovnatelná struktura se (kromě savců) vyskytuje pouze v náznacích u některých plazů, zejména u krokodýlů.

## Stavba

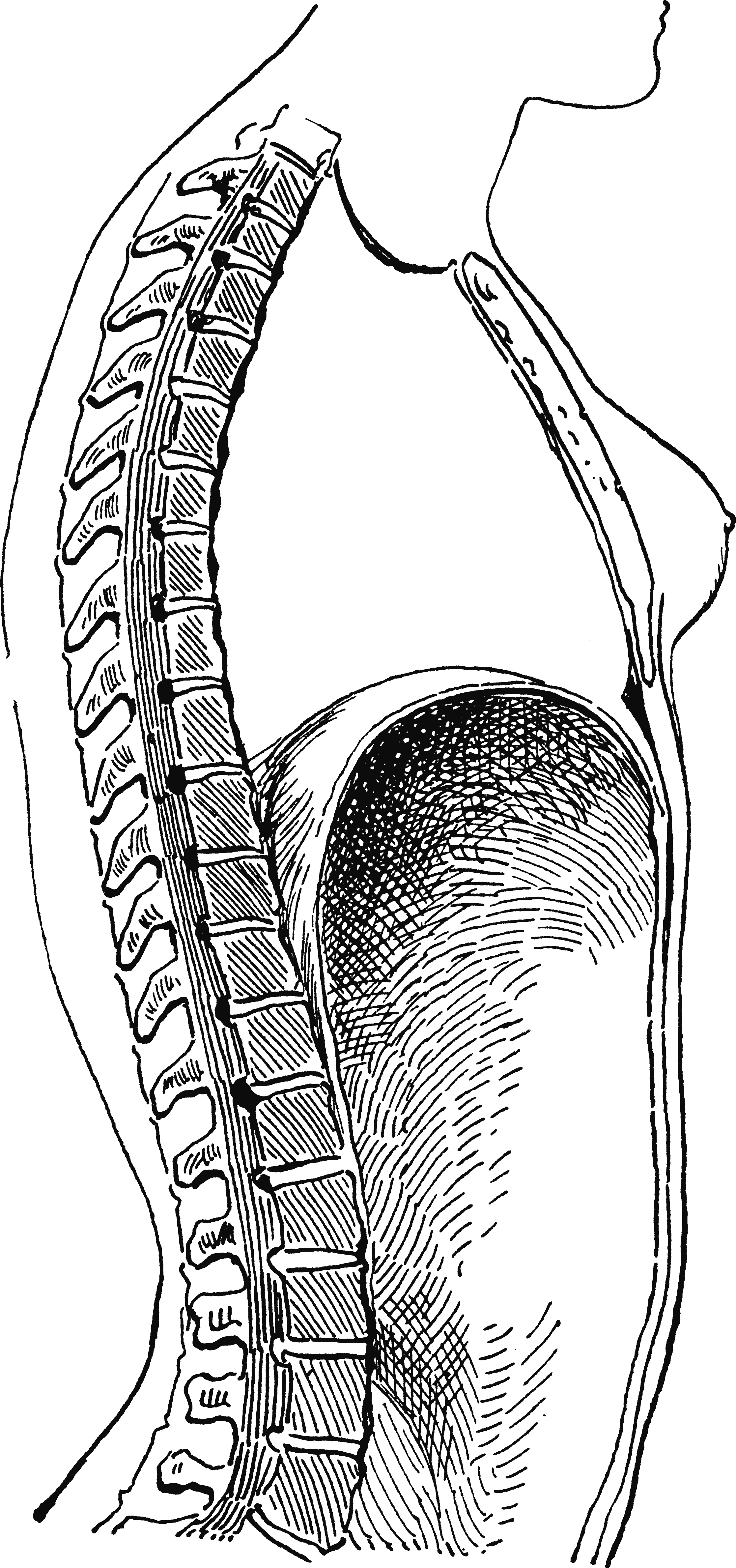
Uložení bránice u ženy

Bránice se skládá z masité a šlachovité části: šlachovitá část tvoří střed bránice (centrum tendineum), masitou částí je tvořen obvod bránice a ten se dále dělí na tři úseky:
- pars lumbalis: odstupuje od hrudních a bederních obratlů a skládá se z pravého a levého bráničního pilíře (crus dextrum et sinistrum), které mezi sebou uzavírají jícnový průchod (hiatus esophageus) a kterým prochází jícen. Levým bráničním pilířem prochází další otvor (hiatus aorticus), kudy prochází do břišní dutiny aorta.
- pars costalis: odstupuje od žeberních chrupavek
- pars sternalis: odstupuje od hrudní kosti

Všechny tři svalové části bránice se upínají do šlachovitého středu, který je tvořen pružným vazivem. Ve vazivovém středu je otvor, kterým prochází dolní dutá žíla (foramen venae cavae)
Bránice je inervována bráničním nervem. Do určité míry se při nádechu uplatňují i zevní mezižeberní svaly (zdvihají žebra) a na krku svaly kloněné (musculi scaleni), zejména při zvýšené intenzitě dýchání. Také zdvihač hlavy (musculus sternocleidomastoideus) zvedá částečně hrudní koš.

## Dech a postura
Při vdechu se kupolovitost bránice napíná doplocha, čímž okraje bránice zvedají hrudní koš vzhůru a střed bránice se opírá o obsah dutiny břišní pod ní. Dochází tak k pístovému pohybu bránice, který napomáhá vdechu do plic podtlakem v dutině hrudní a naopak střevní peristaltice tlakem v dutině břišní. Tento správný stereotyp dechu (břišní dýchání) je důležitý i z hlediska postury - napřimuje trup člověka dechovou vlnou odspodu, aniž by člověk přetěžoval krční svalstvo. Zároveň správný dech ulevuje i bederní páteři tím, že váha trupu se přenáší kromě pěti bederních obratlů na silnou bránici. Pokud toto dýchání není přítomno, dochází k hornímu ("klíčkovému") typu dýchání a tím k přetěžování krční páteře, k sesedání plotének bederních obratlů, či k lehčím typům skolióz. Vedle problémů vertebrogenních pak jde i o bolesti hlavy, tinnitus, zažívací problémy, obstipaci aj.
Při klidovém dýchání je základním mechanismem výdechu pasivní retrakce plic a hrudníku vlastní tíhou, případně elastickou silou hrudníku a plic. Proto se v klidu neúčastní výdechu žádné svaly. Až při forsírovaném výdechu se uplatňují svaly tzv. břišního lisu, které ze stran stlačují břišní dutinu a vrací bránici kupolovité vyklenutí. Břišní lis tvoří přímý sval břišní, vnější a vnitřní šikmý sval a příčný sval břišní. Dále se při výdechu uplatňují vnitřní mezižeberní svaly, které táhnou žebra dolů.

## Původ bránice

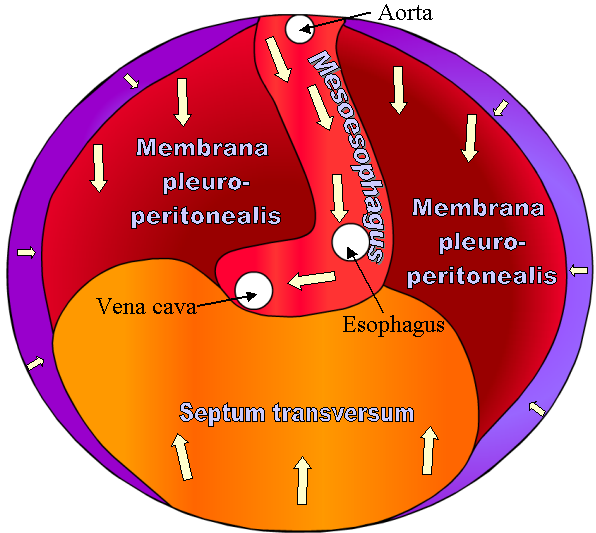
Schéma embryonálního vývoje

Během embryonálního vývoje se bránice tvoří splynutím vazivových sept (septum transversum, membrana pleuroperitonealis), vazivového závěsu jícnu (mesoesophagus) a svalového materiálu, který pochází z krční oblasti. Bránice je v podstatě krční sval a i v dospělosti její původ prozrazuje inervace - brániční nerv totiž vystupuje z nervových větví 3. až 5. krčního obratle. Po úrazech míchy nad pátým obratlem tak bude nutná ventilace respirátorem, zatímco úrazy míchy v hrudní oblasti povedou sice k ochrnutí, ale dýchání bude stále možné (- závisí i na mezižeberních svalech; ochrnutí těchto neomezuje dýchání natolik, je-li zachována funkce bránice).